# ベントレー・ターボRT
ターボRT（Turbo RT ）はイギリスの自動車メーカーであるベントレーモーターズが1997年から1999年まで販売していた高級車である。

## 概要
ターボRTはターボシリーズの最後のモデルであり、最もパワフルで最も高価なモデルでもある。コンチネンタルTに搭載された298kWの6.75リットルツインターボエンジンが搭載された。先代のターボRとの外見の違いはスポーツホイール、メッシュグリル、メッシュが挿入されたボディー同色バンパーである。最高速度は245km/hに達し、当時最も高速な4ドアセダンであった。アメリカでの価格は$221,600（ターボRより$65,000高かった）で、わずか252台が生産された。

## ベントレー・ターボRTオリンピアン
1998年、ロンドンのディーラーであるジャック・バークレイは多くの特殊な機能を組み込んだ車を発注した。これはRTの最もレアなバージョンで、ベントレー・ターボRTオリンピアンとして販売された。（'マリナー'バージョンから借りた）5スポークのアロイホイールとオリンピアンのバッヂで識別できる。このバージョンはわずか4台のみ生産されたと推測される。

## ベントレー・ターボRTマリナー
マリナーバージョン（受注生産）はさらに特別かつ高価なバージョンで、エンジンは313kWにパワーアップされた。ボディーワークやオプションはより自由に選択でき、それが最大の特徴であった。マリナーはクルーに拠点を持つベントレーのコーチビルダーだった。新しいターボチャージャーの採用とエアインテークの改良により、最大トルクは861Nmに達した。ターボRTマリナーは255/55タイヤと新しい18inのスポーツアロイホイールを搭載する。

## 生産台数
1997年から1998年の2年間だけ生産され、トータルで252台が生産された（オリンピアンを含む）。マリナーバージョンは56台生産され、うち7台が右ハンドル仕様であった。7台が標準ホイールベースで、49台がロングホイールベース版だった。